# Mattia Vitale
Mattia Vitale (Bologna, 1º ottobre 1997) è un calciatore italiano, centrocampista del L.R. Vicenza.

## Caratteristiche tecniche
Di ruolo interno sinistro, è un mancino che eccelle nel controllo di palla anche col destro. Si dimostra abile in fase di costruzione del gioco e nell'inserirsi nelle difese avversarie per andare a rete. È bravo nei contrasti, oltre a disporre di un'ottima personalità e di foga agonistica che talvolta lo porta ad avere reazioni eccessive.

## Carriera

### Club
Cresce calcisticamente nella squadra della sua città, il Bologna, per approdare poi nel 2011 nelle giovanili della Juventus. L'11 marzo 2015 esordisce nella prima squadra bianconera e al contempo debutta in Serie A, giocando gli ultimi 10' della trasferta contro il Parma terminata con una sconfitta per 1-0; le 2 presenze maturate nel campionato 2014-2015 gli permettono a fine stagione di fregiarsi dello scudetto.
Rimasto a Torino anche nella prima parte dell'annata seguente, nel gennaio 2016 passa in prestito al Lanciano, in Serie B, trovando spesso spazio e riuscendo a collezionare 19 presenze e 1 assist nel campionato cadetto. La successiva estate viene nuovamente mandato a titolo temporaneo in B, stavolta nelle file del Cesena.
Dopo un breve passaggio al Venezia, nell'estate 2017 la Juventus lo dirotta ancora in prestito alla SPAL, neopromossa in A; a campionato in corso, nel gennaio 2018 viene acquistato a titolo definitivo dai biancazzurri. Rimane a Ferrara fino al gennaio 2019, quando viene ceduto in prestito ai cadetti del Carpi con cui il successivo 2 aprile trova il suo primo gol in carriera, nella sconfitta per 3-1 sul campo del Benevento.
L'estate seguente il club estense lo cede nuovamente in prestito, con obbligo di riscatto, al Frosinone. Rimane in Ciociaria per il successivo biennio, prima di essere acquistato nell'agosto 2021 dalla Pro Vercelli. Dopo una stagione in Piemonte, nell'estate 2022 si trasferisce a titolo definitivo al Crotone, dove rimane per il successivo triennio.
Svincolatosi dai calabresi nell'estate 2025, nella stessa sessione di mercato si accasa al L.R. Vicenza.

### Nazionale
Dopo aver fatto tutta la trafila delle nazionali giovanili, dall'Under-15 all'Under-18, con 1 presenza anche nella B Italia, il 7 aprile 2017 viene convocato per uno stage a Roma con l'Under-20 insieme al compagno di squadra Giuseppe Panico.

## Statistiche

### Presenze e reti nei club
Statistiche aggiornate al 21 maggio 2025.
| Stagione         | Squadra          | Campionato       | Campionato | Campionato | Coppe nazionali | Coppe nazionali | Coppe nazionali | Coppe continentali | Coppe continentali | Coppe continentali | Altre coppe | Altre coppe | Altre coppe | Totale | Totale |
| Stagione         | Squadra          | Comp             | Pres       | Reti       | Comp            | Pres            | Reti            | Comp               | Pres               | Reti               | Comp        | Pres        | Reti        | Pres   | Reti   |
| ---------------- | ---------------- | ---------------- | ---------- | ---------- | --------------- | --------------- | --------------- | ------------------ | ------------------ | ------------------ | ----------- | ----------- | ----------- | ------ | ------ |
| 2014-2015        | Juventus         | A                | 2          | 0          | CI              | 0               | 0               | UCL                | 0                  | 0                  | SI          | 0           | 0           | 2      | 0      |
| 2015-gen. 2016   | Juventus         | A                | 0          | 0          | CI              | 0               | 0               | UCL                | 0                  | 0                  | SI          | 0           | 0           | 0      | 0      |
| Totale Juventus  | Totale Juventus  | Totale Juventus  | 2          | 0          |                 | 0               | 0               |                    | 0                  | 0                  |             | 0           | 0           | 2      | 0      |
| gen.-giu. 2016   | Lanciano         | B                | 19+2       | 0          | CI              | 0               | 0               | -                  | -                  | -                  | -           | -           | -           | 21     | 0      |
| 2016-2017        | Cesena           | B                | 21         | 0          | CI              | 3               | 0               | -                  | -                  | -                  | -           | -           | -           | 24     | 0      |
| ago. 2017        | Venezia          | B                | 0          | 0          | CI              | 0               | 0               | -                  | -                  | -                  | -           | -           | -           | 0      | 0      |
| ago. 2017-2018   | SPAL             | A                | 2          | 0          | CI              | 1               | 0               | -                  | -                  | -                  | -           | -           | -           | 3      | 0      |
| 2018-gen. 2019   | SPAL             | A                | 0          | 0          | CI              | 1               | 0               | -                  | -                  | -                  | -           | -           | -           | 1      | 0      |
| Totale SPAL      | Totale SPAL      | Totale SPAL      | 2          | 0          |                 | 2               | 0               |                    | -                  | -                  |             | -           | -           | 4      | 0      |
| gen.-giu. 2019   | Carpi            | B                | 13         | 1          | -               | -               | -               | -                  | -                  | -                  | -           | -           | -           | 13     | 1      |
| 2019-2020        | Frosinone        | B                | 5          | 0          | CI              | 2               | 0               | -                  | -                  | -                  | -           | -           | -           | 7      | 0      |
| 2020-2021        | Frosinone        | B                | 10         | 0          | CI              | 1               | 0               | -                  | -                  | -                  | -           | -           | -           | 11     | 0      |
| ago. 2021        | Frosinone        | B                | 0          | 0          | CI              | 1               | 0               | -                  | -                  | -                  | -           | -           | -           | 1      | 0      |
| Totale Frosinone | Totale Frosinone | Totale Frosinone | 15         | 0          |                 | 4               | 0               |                    | -                  | -                  |             | -           | -           | 19     | 0      |
| 2021-2022        | Pro Vercelli     | C                | 34+2       | 2          | CI-C            | 1               | 0               | -                  | -                  | -                  | -           | -           | -           | 37     | 2      |
| 2022-2023        | Crotone          | C                | 33+2       | 3          | CI-C            | 2               | 0               | -                  | -                  | -                  | -           | -           | -           | 37     | 3      |
| 2023-2024        | Crotone          | C                | 27         | 2          | CI              | 1               | 0               | -                  | -                  | -                  | -           | -           | -           | 28     | 2      |
| 2024-2025        | Crotone          | C                | 31+5       | 2+1        | CI-C            | 2               | 0               | -                  | -                  | -                  | -           | -           | -           | 38     | 3      |
| Totale Crotone   | Totale Crotone   | Totale Crotone   | 91+7       | 7+1        | -               | 5               | 0               | -                  | -                  | -                  | -           | -           | -           | 103    | 8      |
| Totale carriera  | Totale carriera  | Totale carriera  | 195+11     | 10+1       |                 | 15              | 0               |                    | -                  | -                  |             | -           | -           | 223    | 11     |

## Palmarès

### Club
- Campionato italiano: 1

Juventus: 2014-2015
- Supercoppa italiana: 1

Juventus: 2015
- Coppa Italia: 1

Juventus: 2014-2015